# Alberto Bins
Alberto Bins (Porto Alegre, 1869 - Porto Alegre, 24 de abril de 1957) fue un empresario y político brasileño. Fue la primera persona nacida en Porto Alegre que logra convertirse en alcalde de esa ciudad.

## Biografía
Hijo del alemán Matías José Bins y Elisa Sehl. Regresó a Alemania con su padre y, tras la muerte de éste, estudió en Inglaterra y Alemania antes de regresar a Brasil. Inicio su carrera empresarial como socio de Miguel Friedrichs, comerciando con hierro y materiales de construcción en Bins & Friedrichs.
Su primera gran actividad profesional comenzó cuando se hizo cargo de la empresa E.Berta & Cia., hacia 1893, fundada por Emmerich Berta, fabricante de cajas fuertes, cocinas, camas y otros artefactos de hierro. Habiendo traído a Brasil muchos conocimientos de su estancia en Europa, modernizó los procesos de trabajo importando maquinaria y materias primas. Sus productos se vendían en todo el país. Amigo de Júlio de Castilhos por su padre, cuando estalló la Revolución Federalista fue a prestar su apoyo y fue nombrado mayor de la Guarda Nacional, a pesar de no haber llevado nunca un arma.
También se convirtió en propietario de una fundición, Phenix, esencial para suministrar las materias primas que E. Berta & Cia. necesitaba. También poseía una propiedad rural, donde plantó uvas (Granja Progresso), así como eucaliptos, inicialmente para proteger los viñedos, pero más tarde también para uso como combustible.
Al principio se mantuvo alejado de los cargos políticos, preocupado de que esto afectase a sus negocios pero asistió al Club Republicano. En la Exposición Agroindustrial de 1901 su fábrica de cajas fuertes y cocinas recibió tres medallas de oro en la Exposición, una por la máquina Victoria, otra por las cajas fuertes, cocinas y camas expuestas y, finalmente, otra por las cerraduras y cerrojos.
Empresario de éxito, explotó hábilmente este hecho en sus campañas políticas. Fue elegido miembro de la Cámara Municipal de Porto Alegre en 1908. Al final de su mandato fue elegido diputado estadual sucesivamente en 1913, 1917, 1921 y 1926. Fue elegido viceintendente en 1926 junto con Otávio Rocha, y en 1928 lo sustituyó tras su muerte continuando el proyecto político del Partido Republicano Riograndense (PRR). Candidato natural en las elecciones que tuvieron lugar ese mismo año, fue elegido con 7.388 votos y permaneció en el cargo hasta 1937.
Durante la Revolución del 30 se mantuvo en el cargo por decisión del interventor estadual Flores da Cunha. El municipio se esforzó por mejorar los servicios a la población inaugurando en 1928 la primera estación de tratamiento de agua de la ciudad, la Hidráulica Moinhos de Vento. Sin embargo, las dificultades financieras complicaron su administración. Para salvar la ciudad de la insolvencia, en 1929, firmó un acuerdo con el gobierno del estado, cediendo al municipio la responsabilidad de los servicios de higiene, policía y educación pública. En 1932 se pasó al Partido Republicano Liberal, fundado por Flores da Cunha.
En 1935 fue el organizador, en Porto Alegre, de la Exposición del Centenario de la Revolución Farroupilha, celebrada en el Parque da Redenção (actual Parque Farroupilha), la mayor exposición celebrada en Brasil hasta entonces.  Fue acusado de malversar fondos de la exposición pero se defendió publicando una contabilidad exacta y una descripción de la exposición en A Exposição do Centenário Farroupilha, de Editora Globo, en 1936.
En 1937, con la llegada del Estado Novo de Getúlio Vargas, Bins vio terminado su mandato y se retiró de la política, pasando a administrar sus industrias.
También fue presidente de la Asociación Comercial de Porto Alegre, uno de los fundadores del Banco Pelotense, del Centro de la Industria Manufacturera de Río Grande del Sur y del Club de Regatas Guaíba Porto Alegre. También participó en la fundación de Varig y del Sindicato del Arroz.
Porto Alegre honró a su antiguo alcalde sustituyendo el nombre de la rúa São Rafael por el de Avenida Alberto Bins (actualmente una de las avenidas más transitadas de la capital).